# 山崎岳彦
山崎 岳彦（やまざき たけひこ、1974年4月27日 - ）は、日本の男性ナレーター、司会者。神奈川県出身。

## 人物
リベルタ、アルバを経て、2011年6月1日より青二プロダクション所属。
ナレーターとしては主にバラエティー、スポーツ、企業CMに出演。司会者としては主に、スポーツイベントで活躍。
趣味はテクノ、クラシック、ジャズ、ポップスなどの音楽鑑賞と村上龍、司馬遼太郎作品などの読書。
特技はトランペットとダイエットとテクノ、ポップス、野球の応援歌、演歌などの作曲。
資格・免許は大型自動二輪免許、普通自動車免許。

## ナレーション
太字はレギュラー出演。

### テレビ番組
- NHK
  - NBA徹底解剖 特番（NHK総合）
  - 境界調査バラエティー ニッポンのワケメ「第4弾」（NHK総合）
  - TSUKIJI（NHK総合）
- 日本テレビ系
  - 想像を絶するテレビ（読売テレビ制作）
  - ダウンタウンのガキの使いやあらへんで!
  - 日本人のYES NO!
  - NOGIBINGO!（第9シリーズまで）
  - プロ野球SP伝説の好珍プレー一挙公開!!2020
- テレビ朝日系
  - アタラシーノ
  - マツコ&有吉の怒り新党
  - 満足したら終わり!（北陸朝日放送）
  - 密着!!石川県警24時（北陸朝日放送）
  - 日本のど真ん中 三枝のグルメご当地9（名古屋テレビ）
  - テレメンタリー2019「再審漂流 証拠隠しとやまぬ抗告」（2019年6月9日、鹿児島放送制作）
- TBS系
  - 女子バレーワールドグランプリ
  - 第44回日本有線大賞
  - 爆問パワフルフェイス!
  - カミスン!
  - スーパーサッカー
  - アメージパング!（2014年10月 - ）
  - 中居正広の金曜日のスマたちへ　- ボイスオーバー
  - ビビット
  - 東大王（2021年4月 - ）
  - この歌詞が刺さった!グッとフレーズ　- 緊急蔵出し第5弾
- テレビ東京系
  - 絆TV〜つながることは素敵だ!
  - 開運ラッキーツアー
  - 出没!アド街ック天国（2018年4月 - 7月）
- フジテレビ系
  - 日本の極論
  - 劇団演技者。
  - 第13回FNSソフト工場「ウルトラヴォイス」
  - 映画「アンダルシア 女神の報復」特番
  - すぽると!（2012年 - ）
- BS、CS放送等
  - MLBオールスター特番（NHK BS1）
  - ワールドWave Tonight（NHK BS1）
  - サッカーオリンピック特番（NHK BS1）
  - BAZOOKA!!!（2011年 - 2019年 、BSスカパー。2022年よりABEMAにて復活）
  - BBC地球伝説（BS朝日）
  - BSフジLIVE ソーシャルTV ザ・コンパス（BSフジ）
  - EL&P LIVE at High Voltage Festival（BSフジ）
  - Beach Angels（TBSチャンネル）
  - ラリーのすべてアクセスオールエリアズ（J SPORTS）
  - ラリーワールド2010（J SPORTS）
  - PWRC プロダクションカー世界ラリー選手権（J SPORTS）
  - ザ・プライムショー（2011年 - 、WOWOW）
  - ダカール・ラリー2012（J SPORTS）
  - Jスポーツワイド（J SPORTS）
  - ナショジオワイルド番宣（ナショジオ ワイルド）
  - JJ's Mstudio（Mnet）
  - にっぽん百名山（NHK BSプレミアム）
  - さよなら夢の寝台列車〜絶景とおもてなしの鉄道旅〜（2015年11月30日、NHK BSプレミアム）
  - BS1スペシャル「侍たちの栄光〜野球日本代表 金メダルへの8か月〜」（2021年12月4日、NHK BS1）
  - 幸せな人間が幸せな馬をつくる「調教師 藤澤和雄 最後の400日」（2022年3月15日、NHK BS1）

## 司会者

### イベント
- bjリーグファイナル（2007年・2008年・2009年） 総合
- イベント カレッタ汐留イルミネーション（2009年・2010年）